# 1461 Jean-Jacques
Az 1461 Jean-Jacques (ideiglenes jelöléssel 1937 YL) a Naprendszer kisbolygóövében található aszteroida. Marguerite Laugier fedezte fel 1937. december 30-án.